# Бойко Катерина Володимирівна
Катери́на Володи́мирівна Бо́йко (*18 травня 1942, Скориківка) — Народний депутат України 1-го скликання.

## Біографія
Народилася 18 травня 1942 року, в селі Скориківка, Золотоніський район, Черкаська область, УРСР. Українка, освіта вища, інженер-технолог швейного виробництва, Київський технологічний інститут легкої промисловості.
1956 — учениця профтехшколи швейників міста Київ.
1959 — швачка, резервістка, майстер, технолог, начальник відділу кадрів, начальник пошивочного цеху, заступник директора Уманської швейної фабрики, Черкаська область.
1975 — діловод з таємного листуванню, начальник теплогосподарства, інструктор п\обліку В\Ч П\П 70646 Група Радянських військ в Німеччині.
1978 — інженер відділу технічного контролю фабрики індпошиву і ремонту одягу міста Черкаси.
1978 — заступник головного інженера, головний інженер, генеральний директор Черкаського виробничого швейного об'єднання.
1994 — експерт торговельно-економічної місії посольства України в Республіці Білорусь.
Член КПРС 1962–1991; член бюро РК КПУ.
Висунута кандидатом у Народні депутати трудовим колективом Черкаського виробничого швейного об'єднання.
18 березня 1990 року обрана народним депутатом України 1-го скликання, 2-й тур 50.93 % голосів, 9 претендентів.
- Черкаська область
- Придніпровський виборчий округ № 416
- Дата прийняття депутатських повноважень: 15 травня 1990 року.
- Дата припинення депутатських повноважень: 10 травня 1994 року.

До групи, фракції не входила.
Заступник Голови Комісії ВР України у справах жінок, охорони сім'ї, материнства і дитинства.
Нагороджена орденом Трудового Червоного Прапора, медаллю.
Одружена, має двоє дітей.